# Miljkovac (Knjaževac)
Pour les articles homonymes, voir Miljkovac.
Miljkovac (en serbe cyrillique : Миљковац) est un village de Serbie situé dans la municipalité de Knjaževac, district de Zaječar. Au recensement de 2011, il comptait 81 habitants.

## Démographie
| 1948 | 1953 | 1961 | 1971 | 1981 | 1991 | 2002 | 2011 |
| ---- | ---- | ---- | ---- | ---- | ---- | ---- | ---- |
| 868  | 833  | 798  | 591  | 409  | 239  | 154  | 81   |

|  |